# Championnat de Malte de football 1921-1922
Navigation
Saison précédente Saison suivante
La saison 1921-1922 de First Division Maltaise est la onzième édition de la première division maltaise.
Lors de cette saison, le Floriana FC a conservé son titre de champion face aux six meilleurs clubs maltais lors d'une série de matchs se déroulant sur toute l'année.
Les sept clubs participants au championnat ont été confrontés une fois aux six autres.
Le Floriana FC a été sacré champion de Malte pour la cinquième fois.

## Les sept clubs participants
| Club                | Stade            | Capacité | Ville      |
| ------------------- | ---------------- | -------- | ---------- |
| Floriana FC         | -                | -        | Floriana   |
| Malta Police        | -                | -        | La Valette |
| Hamrun Lions        | Victor Tedesco   | 6 000    | Hamrun     |
| Sliema Wanderers FC | Guze Fava Ground | 4 000    | Sliema     |
| Sliema Rangers      | -                | -        | Sliema     |
| St. George's FC     | -                | -        | Bormla     |
| Valletta United     | -                | -        | La Valette |

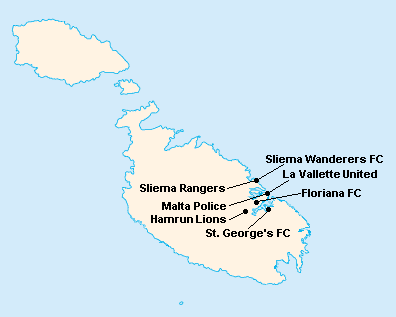
Localisation des clubs engagés dans le championnat.

L'île de Malte étant relativement petite, les clubs évoluent tous au stade National Ta'Qali (17 400 places). Certains cependant ont leur propre enceinte qu'ils peuvent éventuellement utiliser.

## Compétition

### Classement
| Rang | Équipe                  | Pts | J | G | N | P | Bp | Bc | Diff |
| ---- | ----------------------- | --- | - | - | - | - | -- | -- | ---- |
| 1    | Floriana FC (T)         | 10  | 6 | 4 | 2 | 0 | 8  | 1  | +7   |
| 2    | Sliema Wanderers FC (P) | 9   | 6 | 4 | 1 | 1 | 13 | 7  | +6   |
| 3    | Malta Police            | 8   | 6 | 3 | 2 | 1 | 10 | 3  | +7   |
| 4    | Valletta United         | 7   | 6 | 3 | 1 | 2 | 10 | 10 | 0    |
| 5    | St. George's FC (P)     | 4   | 6 | 0 | 4 | 2 | 2  | 6  | -4   |
| 6    | Sliema Rangers          | 3   | 6 | 1 | 1 | 4 | 3  | 9  | -6   |
| 7    | Hamrun Lions            | 1   | 6 | 0 | 1 | 5 | 4  | 14 | -10  |

| Légende : Qualifications et relégations | Légende : Qualifications et relégations                  |
| --------------------------------------- | -------------------------------------------------------- |
|                                         | Relégation en Second Division Maltaise                   |
|                                         | (T) : Tenant du titre 1920-1921 (P) : Promu en 1920-1921 |

## Bilan de la saison
| Tableau d'Honneur       |             |
| Compétition             | Vainqueur   |
| First Division Maltaise | Floriana FC |

| Promotions et relégations            |                              |
| Relégués en Second Division Maltaise | Malta Police St. George's FC |
| Promus de Second Division Maltaise   | Vittoriosa Rovers            |